# Trefort Ágoston-díj

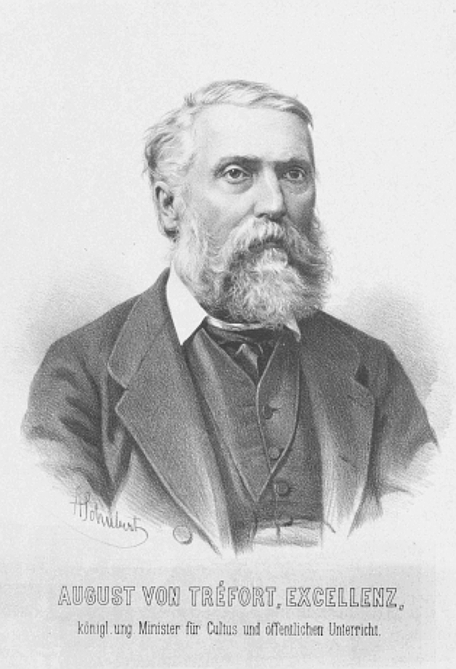
A díj névadója Trefort Ágoston művelődéspolitikus, reformer, publicista, közoktatási és vallásügyi miniszter, az MTA tagja, később igazgatója

A Trefort Ágoston-díj azoknak az állami és egyházi fenntartású intézményben dolgozóknak adományozható, akik az oktatás érdekében hosszabb időn át kiemelkedő munkát végeznek. A díj átadására a tanítási év első napján kerül sor. A díjból évente legfeljebb tizenkettő adományozható. A díjazott emlékérmet és az adományozást igazoló oklevelet kap. A díjhoz pénzjutalom jár. A díjjal járó pénzjutalom mértéke az illetményalap hatszorosának megfelelő összeg.

## Az emlékérem
Az emlékérem Fekete Tamás szobrászművész alkotása. Kerek alakú, bronzból készült, átmérője 80, vastagsága 8 mm. A plakett egyoldalas, Trefort Ágoston domború arcképét és a "TREFORT ÁGOSTON-DÍJ" feliratot ábrázolja.

## Díjazottak

### 1994
- Deszpot Gabriella, a nagykovácsi általános iskola igazgatója
- Enyedi György akadémikus
- Gyapai Gábor nyugalmazott iskolaigazgató

### 1995
- Korzenszky Miklós Richárd, bencés szerzetes, a Katolikus Iskolák Főhatóságának ügyvezető elnöke

### 1996
- Botka Lajosné, a szolnoki Varga Katalin Gimnázium igazgatónője

### 1999
- Margócsy József, irodalomtörténész, egyetemi tanár

### 2000
Augusztus 20-a alkalmából:
- Bencze Márta, a BM Központi Kórháza és Intézményei szakasszisztense
- Borbély Gábor, Dr., a Felsőoktatási Pályázatok Irodája igazgatója
- Dedéné Tolnai Teréz, az Oktatási Minisztérium költségvetési főosztálya intézményi referense
- Hidasi Judit, Dr., a Magyar Ösztöndíj Bizottság Irodája vezetője
- Hock Zoltán, Újpest alpolgármestere
- Homor Gizella, a Káldor Miklós Közgazdasági Szakkollégium igazgatóhelyettese
- Horváth Tiborné doktor, az Oktatási Minisztérium elemzési és ellenőrzési főosztálya főosztályvezető-helyettese
- Illyés Sándor, az Országos Köznevelési Tanácselnöke, egyetemi tanár
- Kemény Gabriella, a Tempus Közalapítvány igazgatója
- Lengyel Sándorné, az Oktatási Minisztérium személyi és közszolgálati főosztálya főmunkatársa
- Lóránd Ferenc, Dr. az Országos Közoktatási Intézet tudományos főmunkatársa
- Lukács   Sándor, az Országos Közoktatási Intézet Győri Információs és Informatikai Központja igazgatója
- Papp Ágnes, a Nemzeti Szakképzési Intézet menedzsere
- Polonkai Mária, Dr., az OKÉV Kelet-magyarországi Területi Irodája vezetője
- Simon Istvánné, az Oktatási Minisztérium közoktatási és kisebbségi kapcsolatok főosztálya főosztályvezető-helyettese

### 2001
Augusztus 20-a alkalmából:
- Adorjánné Dr. Magasitz Erzsébet, az Országos Közoktatási Értékelési és Vizsgaközpont főigazgató-helyettesének,
- Balogh Józsefné, a tápiószelei Területi Óvoda gazdasági vezetőjének,
- Brassói Sándor, az Oktatási Minisztérium Közoktatás-fejlesztési és Értékelési Főosztálya helyettes vezetőjének,
- Erdei Péter, a Kodály Zoltán Zenepedagógiai Intézet főigazgatójának,
- Gergely Árpádné dr., az Oktatási Minisztérium Tanügy-igazgatási Főosztálya vezető-főtanácsosának,
- Harmati István, a Nemzeti Szakképzési Intézet vezető szaktanácsadójának,
- Hoffmann Rózsa, az Országos Köznevelési Tanács és az Országos Érettségi Vizsgabizottság tagja,
- dr. Igaz Sarolta, a Kiss Árpád Országos Közoktatási Szolgáltató Intézmény főigazgatójának,
- Menner Ákos, a Pedagógus-Továbbképzési-Módszertani Információs Központ ügyvezető igazgatójának,
- dr. Mészáros Gábor, a Magyar Ekvivalencia és Információs Központ főosztályvezetőjének,
- Modláné Görgényi Ildikó, a Nemzeti Szakképzési Intézet főigazgató-helyettesének,
- Rácz Lászlóné, az Oktatási Minisztérium Jogi és Kodifikációs Főosztály titkárnőjének,
- dr. Réffy József, az Oktatási Minisztérium Felsőoktatási Főosztálya vezetőjének,
- dr. Sárkány Eszter, a Magyar-Francia Ifjúsági Alapítvány igazgatójának,
- Sófalvi Bertalanné, a Budapesti Műszaki és Gazdaságtudományi Egyetem gazdasági ügyvezetőjének,
- Szimon Istvánné, a Professzorok Háza gazdasági igazgatójának.

### 2002
- Rudolf Gyuláné,  az Oktatási  Intézmények Gazdasági Szervezete vezetője
- Varga András, a nagykőrösi Toldi Miklós Élelmiszeripari Középiskola, Szakiskola és Kollégium gazdasági igazgatója

### 2003
- Zámbori Béláné, a kecskeméti Kocsis Pál Mezőgazdasági Szakközépiskola és Szakképző Intézet gazdasági igazgató-helyettesének
- Dr. Kisfaludy Gyula a Dékáni Titkárság vezetője - ELTE Természettudományi Kar

### 2004
Augusztus 20-a alkalmából:
- dr. Balogh Lászlóné, az Oktatási Minisztérium vezető főtanácsosa,
- Czimer László, az Oktatási Minisztérium hivatalvezetője,
- Dr. Enyedi György egyetemi tanár, az MTA rendes tagja - ELTE Bölcsészettudományi Kar
- Dr. Fazekas Marianna tanszékvezető egyetemi docens - ELTE Állam- és Jogtudományi Kar
- Fehér Józsefné, a Pécsi Tudományegyetem nyugalmazott gazdasági vezetője,
- Fetser Ignácné, az Oktatási Minisztérium TÜK iroda vezetője,
- dr. Hardiné Farkas Éva, a Budapesti Műszaki és Gazdaságtudományi Egyetem gazdasági főigazgató-helyettese,
- dr. Horányi Györgyné, a Fővárosi Pedagógiai Intézet nyugalmazott vezető szaktanácsadója,
- dr. Józsa György, az ELTE Társadalomtudományi Kar dékáni hivatal vezetője,
- Juhász József, az Oktatási Minisztérium vezető főtanácsosa,
- Lányiné Dr. Engelmayer Ágnes ny. főiskolai docens - Bárczi Gusztáv Gyógypedagógiai Főiskolai Kar
- Nagyné Kelemen Éva, a Szegedi Tudományegyetem Bölcsészettudományi Kar dékáni hivatala vezetője,
- Nixné Bartal Eszter, az Újpesti Önkormányzat osztályvezetője,
- Pataki József, a Szabolcs-Szatmár-Bereg Megyei Önkormányzat művelődési és ifjúsági osztályvezetője,
- Rétesi Róbertné, az Oktatási Minisztérium osztályvezetője,
- Ruttkay Kálmán ny. egyetemi tanár - ELTE Bölcsészettudományi Kar
- Simon Gáborné, az Oktatási Minisztérium osztályvezetője,
- Szalai Józsefné, az Oktatási Minisztérium főosztályvezető-helyettese,
- Szántó Gabriella, az Oktatási Minisztérium sajtófőnöke.

2005
Augusztus 20-a alkalmából:
- Dr. Cseresznyés Lászlónak, az Oktatási Minisztérium főosztályvezetőjének,
- Dr. Derce Lászlónak, a Rendőrtiszti Főiskola Tanulmányi Igazgatósága igazgatójának,
- Estók Gábornak, a Szabolcs-Szatmár-Bereg Megyei Önkormányzat Pedagógiai, Közművelődési és Képzési Intézet általános igazgató-helyettesének,
- Herpai Imrének, a Hajdú-Bihar Megyei Pedagógiai Intézet és Továbbtanulási, Pályaválasztási Tanácsadó igazgatójának,
- Dr. Horváth Jánosnénak, a Szegedi Tudományegyetem Bolyai Intézete könyvtárosának,
- Jóba Emmának, az Oktatási Minisztérium főosztályvezető-helyettesének,
- Kojanitz Lászlónak, a Commitment Pedagógiai Intézet főigazgatójának,
- Liskó Ilona, oktatásszociológusnak,
- Márhoffer Istvánnénak, a baracsi Széchenyi Zsigmond Általános Iskola és Művészeti Alapiskola gazdasági vezetőjének,
- Pádár Zoltánnénak, a szentesi Boros Sámuel Szakközépiskola, Szakiskola igazgatójának,
- Dr. Rádli Katalinnak, az Oktatási Minisztérium főosztályvezető-helyettesének,
- Rummel Bélánénak, az Oktatási Minisztérium főosztályvezető-helyettesének,
- Vígh Károlynénak, az Eötvös József Főiskola gazdasági igazgatójának,
- Vízhányó Károlynak, az Oktatási Minisztérium szakmai tanácsadójának.

2006
- Bakonyi Géza,
- Becsei Dénes,
- Györgyi József,
- Farkas Józsefné,
- Ferenczyné dr. Kardos Ildikó,
- Kiliti Dénesné,
- Kocsis Györgyné,
- Koczkás Zoltánné,
- Kvasznicza Zoltán,
- Pintérné Grundmann Frida,
- Ságodi Zsuzsanna,
- Soós Gyuláné,
- Szalacsi-Tóth Albertné,
- Takács Endréné,
- Tuza Pálné.

### 2007
- Bugyik Lászlóné, a karcagi Arany János Általános Iskola igazgatója
- Kosler Istvánné, a gyöngyösi Károly Róbert Kereskedelmi, Vendéglátóipari és Idegenforgalmi Szakközépiskola gazdasági igazgatóhelyettese
- Tapsonyi János, a Kaposvári Egyetem nyugalmazott főosztályvezetője
- Kertész Lajos zongoraművész, a Liszt Ferenc Zeneművészeti Főiskola Zenetanárképző Intézetének nyugalmazott tanszékvezetője

### 2008
- Sótonyi Sándor, a  Kaposvári Egyetem Pedagógustovábbképző és Szolgáltató Intézetének igazgatója
- Hajduné Giron Éva, Budapest XVIII. Kerületi Önkormányzat Polgármesteri Hivatal irodavezetője

### 2009
Augusztus 20-a alkalmából:
- Dr. Csapody Miklósné, az Oktatási és Kulturális Minisztérium szakmai főtanácsadójának,
- Eff Lajos, az Oktatási és Kulturális Minisztérium Parlamenti Titkársága vezetőjének,
- Fábri Etelka, az Oktatási és Kulturális Minisztérium főmunkatársának,
- Lányiné Fekecs Angéla, az Oktatási és Kulturális Minisztérium vezető-főtanácsosának,
- Dr. Magda Sándor, a Károly Róbert Főiskola rektorának,
- Mátyásné Dr. Patócs Andrea, az Oktatási és Kulturális Minisztérium főosztályvezetőjének,
- Móré Tamás, az Oktatási és Kulturális Minisztérium főosztályvezető-helyettesének,
- Pongrácz László, az Oktatási Hivatal főosztályvezetőjének,
- Dr. Radicsné Rák Etelka, a Nyíregyházi Főiskola bér- és munkaügyi osztályvezetőjének,
- Szabó Zita, a Hatvani Polgármesteri Hivatal főosztályvezetőjének,
- Szujkó Szilvia, a Kispesti Polgármesteri Hivatal főmunkatársának,
- Dr. Varga Mária Beáta, az Oktatási és Kulturális Minisztérium főosztályvezető-helyettesének,
- Varga Lászlóné, a Nyugat-magyarországi Egyetem nyugalmazott személyügyi referensének,
- Végvári Imre, az Oktatási és Kulturális Minisztérium politikai főtanácsadójának,
- Zsoldos Istvánné a Zuglói Polgármesteri Hivatal intézmény-koordinátorának.

### 2010
Augusztus 20-a alkalmából:
- Balogh László, a Debreceni Egyetem Természettudományi és Technológiai Kar Dékáni Hivatala ügyvivő szakértője,
- Brassói Sándor, a Nemzeti Erőforrás Minisztérium Közoktatási Főosztálya főosztályvezető-helyettese,
- Demeter Lászlóné, az oroszlányi Bakfark Bálint Alapfokú Művészetoktatási Intézmény gazdasági vezetője,
- Gyulay Sándorné, az ELTE Informatikai Kar ügyviteli alkalmazottja,
- Rózsahegyi Krisztina, a Fazekas Mihály Fővárosi Gyakorló Általános Iskola és Gimnázium titkárságvezetője,
- Szaák Tamás, a Semmelweis Egyetem Általános Orvostudományi Kar Bőr-, Nemikórtani és Bőronkológiai Klinika fotósa,
- Szita Lászlóné, a VIII. kerületi Szász Ferenc Kereskedelmi Szakközépiskola és Szakiskola gazdasági vezetője,
- Tátrai Józsefné, a Nemzeti Erőforrás Minisztérium Felsőoktatási Főosztály felsőoktatási személyügyi ügyintézője,
- Varga Sándor Gáborné, a Pedagógiai Szolgáltató Központ igazgató-helyettese, pedagógiai tanácsadó,
- Dr. Wilfing János, a Nyugat-magyarországi Egyetem Közgazdaságtudományi Kar dékáni hivatalvezetője, ügyvivő szakértő.

### 2011
- Kalóné Szűcs Erzsébet, az Eszterházy Károly Főiskola Tanulmányi és Információs Központjának főigazgatója
- Kelle Jánosné, Vidékfejlesztési Minisztérium Kelet-magyarországi Agrárszakképző Központ jánoshalmi székhelyintézményének iskolatitkára
- Légler Judit főosztályvezető – ELTE Tanító- és Óvóképző Kar

### 2012
- Dr. Ács Katalin a Józsefvárosi Pedagógiai Szakszolgálat és Szakmai Szolgáltató Intézmény intézményvezetője, gyermekpszichiáter.
- Gyurcsó Gyuláné az Újbudai Pedagógiai Intézet igazgatója[6]
- Dr. Ivády Vilmos a Semmelweis Egyetem gazdasági-műszaki főigazgatója
- Király Annamária az Emberi Erőforrások Minisztériuma Oktatásért Felelős Államtitkárság közoktatási és továbbképzési referense
- Kosinszky Zsuzsanna az Emberi Erőforrások Minisztériuma Oktatásért Felelős Államtitkárság szakmai területi referense
- Kovács Józsefné az Eszterházy Károly Főiskola gazdasági főigazgató-helyettese
- Kudomrák Lászlóné a Kaposvári Egyetem megbízott gazdasági főigazgató-helyettese
- Dr. Kulisity István az Emberi Erőforrások Minisztériuma Oktatásért Felelős Államtitkárság főosztályvezető-helyettese
- Dr. Madarász Hedvig az Emberi Erőforrások Minisztériuma Oktatásért Felelős Államtitkárság Közoktatás Irányítási Főosztály főosztályvezető-helyettese
- Mezei Györgyné a  II. kerületi Szabó Lőrinc Két Tannyelvű Általános Iskola és Gimnázium iskolatitkára
- Schinkovits Lajosné Szentendre Város Önkormányzat közoktatási referense
- Szilágyi Gáborné a Hódmezővásárhelyi Integrált Szakképző Központ gazdasági ügyintézője
- Trangerné Szekeres Renáta a Pázmány Péter Katolikus Egyetem oktatásszervező asszisztense
- Vajda Albertné az ELTE Tanító- és Óvóképző Főiskolai Kar kari könyvtárigazgatója
- Wölfing Anna a Szent István Egyetem Állatorvos-tudományi Kar analitikai szakoktatója is díjat kapott.

### 2013
A felsőoktatás területén végzett kiemelkedő munkájáért Trefort Ágoston díjat kapott:
- Bökönyi Miklósné, a Semmelweis Egyetem Általános Orvostudományi Kar Orvosi Biokémiai Intézet oktatási adminisztrátora
- Dóczy Emilné, az Eötvös Loránd Tudományegyetem Pedagógikum Központ Gazdasági Főosztály ügyvivő szakértője
- Körber Tivadarné, a Zeneakadémia munkatársa, az Eötvös Loránd Tudományegyetem ének-zene tanszékének tanár
- Dr. Nagy Géza, a Pécsi Tudományegyetem Természettudományi Kar Kémiai Intézet egyetemi tanára
- Dr Patkó Gyula, a Miskolci Egyetem egyetemi tanára
- Rozsnyai Krisztina, a Magyar Akkreditációs Bizottság szakreferense
- Sziráki Zsuzsanna, a Budapesti Műszaki- és Gazdaságtudományi Egyetem Gépészmérnöki Kar Dékáni Hivatal főtanácsos ügyvivő szakértője, csoportvezető
- Varga Ferencné, a Szegedi Tudományegyetem Természettudományi Kar Matematikai Tanszékcsoport szakkönyvtár vezetője

A köznevelés területén hosszabb időn át végzett kiemelkedő munkájáért Trefort Ágoston-díjat kapott:
- Kiss Gyuláné, az oroszlányi Hunyadi Mátyás Általános Iskola nyugalmazott gazdasági vezetője
- Farkas Istvánné, a Szentgotthárd és Kistérsége Oktatási Intézmény Általános Iskolájának iskolatitkára
- Gáspárné Vágási Julianna, a Józsefvárosi Pedagógiai Szolgálat intézményvezetője
- Kraszlán István, az Emberi Erőforrások Minisztériumának Köznevelési Nemzetiségi Főosztályának nemzetiségi főtanácsadója
- László Lajosné, a Szentgotthárd és Kistérsége Oktatási Intézmény Általános Iskolájának iskolatitkára
- Nagy Ágnes Marianna, a Jász-Nagykun-Szolnok Megyei Kádas György Óvoda, Általános Iskola, Szakiskola, Egységes Gyógypedagógiai Intézmény, Diákotthon és Gyermekotthon gazdasági vezetője
- Schuszterné Busi Mária, a Budapest Főváros XXIII. Kerület Soroksár Önkormányzat Oktatási Osztály gazdasági főmunkatársa

### 2014
- Eperjesiné Dr. Végh Anna, a fővárosi Semmelweis Egyetem, Általános Orvostudományi Kar, Dékáni Hivatal hivatalvezetője
- Dr. Fekete Károly, a Debreceni Református Hittudományi Egyetem rektora, református lelkész
- Győri József, a Debreceni Református Kollégium Gimnáziuma és Diákotthona igazgatója és tanára (2016-ban vette át)
- Dr. Horváth István, a Budapesti Műszaki és Gazdaságtudományi Egyetem Villamosmérnöki és Informatikai Kar, Irányítástechnika és Informatika Tanszék nyugalmazott adjunktusa
- Kártyás Gyula, az Óbudai Egyetem, Oktatási Főigazgatóság oktatási főigazgatója, címzetes egyetemi docens
- Dr. Nagyné Dr. Stribl Tünde, a veszprémi Pannon Egyetem Oktatási Igazgatóságának ügyvivő szakértője, igazgató
- Dr. Prágai Béla, a Szegedi Tudományegyetem, Általános Orvostudományi Kar, Orvosi Mikrobiológiai és Immunbiológiai Intézet egyetemi tanára
- Rajnai Gáborné, a Madách Imre Gimnázium iskolatitkára
- Sándorné Dr. Kriszt Éva, a Budapesti Gazdasági Főiskola rektora, intézetvezető főiskolai tanár
- Dr. Szaffkó Péter, a Debreceni Egyetem Bölcsészettudományi Kar, Angol Amerikai Intézet habilitált egyetemi docense
- Vida Mária, a Budapesti Műszaki és Gazdaságtudományi Egyetem Természettudományi Kar, Dékáni Hivatal ügyvivő szakértője

### 2015
- Busák Istvánné, az Eszterházy Károly Egyetem Természettudományi Karának dékáni hivatalvezetője
- Mózsi Józsefné, a budapesti Lajtha László Általános Iskola titkárnője
- Péceli Gábor, a Budapesti Műszaki Egyetem leköszönt rektora

### 2016
- Dr. Fülöp László, a Kaposvári Egyetem Pedagógiai Kar Magyar Nyelvészeti és Irodalmi Tanszékének korábbi vezetője, a Csokonai Vitéz Mihály Tanítóképző Főiskola egykori főigazgató-helyettese
- Győri József, a Debreceni Református Kollégium Gimnáziuma és Diákotthona igazgatója
- Dr. Nagyné Dréher Mária, a kecskeméti Kodály Zoltán Ének-zenei Általános Iskola, Gimnázium, Szakközépiskola és Alapfokú Művészeti Iskola intézményvezető-helyettese
- Thury Etelka, a Budapesti Műszaki Egyetem Természettudományi Kar Fizikai Intézet Atomfizika Tanszékének gazdasági csoportvezetője, ügyvivő szakértő, főtanácsos
- Dr. Nagy Rezső, az Óbudai Egyetem Alba Regia Műszaki Karának főiskolai docense, Garai Géza Szabadegyetem szervezője, Cisco Hálózati Akadémia vezetője
- Czellér András Debreceni Lilla Téri Általános Iskola igazgatója
- Bogdán László politikus, több cikluson át Cserdi polgármestere, cigány polgárjogi aktivista.

### 2017[7][8]
- Bärnkopf Péter, a Városmajori Gimnázium és Kós Károly Általános Iskola tanára, szakmai igazgatóhelyettese
- Jékely Endre Jánosné, a Leányfalui Móricz Zsigmond Általános Iskola tanára
- Pálffy Tiborné, a budapesti Jókai Mór Német Nemzetiségi Általános Iskola iskolatitkára
- Pappné Gyulai Katalin, a Debreceni Tankerületi Központ tankerületi igazgatója
- Suba Lajos Károly, a Nagykőrösi Arany János Református Gimnázium, Szakgimnázium és Kollégium idén leköszönt igazgatója
- Várnagyi Mihály Sándor, a Pécsi Szakképzési Centrum Angster József Szakgimnáziuma, Szakközépiskolája, Szakiskolája és Általános Iskolája igazgatója
- Fonyó Magdolna, a Semmelweis Egyetem titkárságvezetője
- Härtlein Károly, a Budapesti Műszaki és Gazdaságtudományi Egyetem Természettudományi Kar Fizikai Intézetének mesteroktatója
- Hilbert Mátyásné, az Eötvös Loránd Tudományegyetem gyakorlati képzési felelőse, oktatásszervezője
- Papadopuloszné Nagy Andrea, a Budapesti Gazdasági Egyetem ügyintézője, oktatásszervezője
- Dr. Szabó Gábor, a Szegedi Tudományegyetem rektora, a Magyar Innovációs Szövetség elnöke
- Dr. Zsengellér József, a Károli Gáspár Református Egyetem rektorhelyettese

### 2024[9]
- Szeberényi Imre, a Budapesti Műszaki és Gazdaságtudományi Egyetem Villamosmérnöki és Informatikai Kar Irányítástechnika és Informatika Tanszékének egyetemi docense